# Myadora rotundata
Myadora rotundata is een tweekleppigensoort uit de familie van de Myochamidae. De wetenschappelijke naam van de soort werd in 1875 voor het eerst geldig gepubliceerd door George Brettingham Sowerby III.